# Boone (Colorado)
Pour les articles homonymes, voir Boone.
Boone est une ville américaine située dans le comté de Pueblo dans l’État du Colorado.
Selon le recensement de 2010, Boone compte 339 habitants. La municipalité s'étend sur 0,37 milles carrés (0,96 km2).

## Histoire
D'abord nommée Fosdick, pour l'ingénieur H. M. Fosdick, la ville adopte ensuite le nom du colonel Albert Gallatin Boone, petit-fils de Daniel Boone.

## Démographie
| 1960 | 1970 | 1980 | 1990 | 2000 | 2010 |
| ---- | ---- | ---- | ---- | ---- | ---- |
| 548  | 448  | 431  | 341  | 323  | 339  |